# Pałac w Chorzenicach
Pałac w Chorzenicach – pałac (dwór), w Chorzenicach, w powiecie częstochowskim.

## Historia
Na początku XX wieku majątek Chorzenice należał do Jana Reszke. Gdy zmarł jego jedyny syn, jedną ze spadkobierczyń została Janina, córka Edwarda Reszke. W 1922 roku Janina Reszke wyszła za mąż za pułkownika Adama Nieniewskiego.
Pałac wybudowany w 1926 roku był nowoczesny (kanalizacja, elektryczność i centralne ogrzewanie), z oryginalnymi tarasami na wysokości piętra. Rodzina Nieniewskich zamieszkała w nim w 1929 roku.
Na początku okupacji hitlerowskiej Nieniewscy zostali wyrzuceni z pałacu, a Niemcy urządzili tam posterunek żandarmerii, który zasłynął jako miejsce kaźni około trzech tysięcy Polaków i Żydów. W 1963 roku na froncie budynku wmurowano tablicę pamiątkową w hołdzie zamordowanym.
Pałac za rządów władzy ludowej został przebudowany i zaadaptowany na dom dziecka.

## Architektura
Pałac wybudowano pierwotnie na rzucie prostokąta, dodając później po obu stronach jednokondygnacyjne przybudówki. Obecnie budynek jest dwukondygnacyjny i dziewięcioosiowy. Dach jest płaski, z attyką. Pośrodku elewacji głównej usytuowano ganek filarowy.
W latach 60. XX w. dokonano zmiany konstrukcji dachu pałacu przez zabudowanie tarasów znajdujących się na skrzydłach budynku. Zachował się układ pomieszczeń na parterze z holem wejściowym i schodami na piętro z antresolą.

## Park
Główny wjazd do parku znajduje się od strony zachodniej. Droga dojazdowa do pałacu dzieli park na dwie części: północną – ozdobną i południową – gospodarczą. W części gospodarczej, na terenie parku od strony południowej, znajduje się pierwszy dwór Raciborskich. W czasie gospodarowania w Chorzenicach Nieniewskich mieszkał w nim zarządca majątku. Obecnie budynek pełni również funkcje mieszkalne dla wychowanków domu dziecka.
Na południe znajduje się pastwisko i długi staw, który stanowi południową granicę parku.
Część północna ma charakter krajobrazowy. Są tu nasadzenia nieregularnie rozmieszczonych skupisk drzew z gatunków rodzimych: topól białych, dębów szypułkowych, lip drobnolistnych. Od strony zachodniej, wzdłuż granicy parku rosną kasztanowce białe.
Na planie parku zarysowuje się wyraźnie kilka alejek. Do pałacu prowadziła aleja wysadzana robiniami akacjowymi. Od strony wschodniej rosną jesiony wyniosłe oraz klony zwyczajne na przemian z klonami jaworami.
Rosną tu też: brzozy brodawkowate, olsze czarne, wiązy, topole białe oraz okazałe dęby szypułkowe. Również różnorodnością gatunków cechują się krzewy, są to między innymi: bez czarny, dereń biały, czeremcha zwyczajna, jałowiec pospolity.
W parku można spotkać wiewiórki, dzięcioły, kosy, słowiki, różne gatunki sikor, drozdy, wilgi i wiele innych gatunków ptaków.
Urządzono w nim placyki zabaw dla dzieci.